# His Woman
His Woman (bra: Sua Esposa Perante Deus ou Sua Mulher Perante Deus) é um filme pre-Code estadunidense de 1931, do gênero drama romântico, dirigido por Edward Sloman, e estrelado por Gary Cooper e Claudette Colbert. O roteiro de Melville Baker e Adelaide Heilbron foi baseado no romance "The Sentimentalists" (1927), de Dale Collins.
A trama retrata a história de um capitão marítimo durão que descobre um bebê a bordo de seu cargueiro e contrata uma dançarina, disfarçada como a filha de um missionário, para cuidar do bebê em troca de sua passagem para Nova Iorque.
A produção é uma refilmagem do filme mudo "Sal of Singapore" (1928), estrelado por Phyllis Haver. A versão de 1931 da história obteve a 52.ª maior bilheteria naquele ano.

## Sinopse
Enquanto atracado em um porto caribenho a bordo de um cargueiro de terceira categoria, o capitão marítimo Sam Whalan (Gary Cooper) se envolve em uma briga de bêbados em uma taverna decadente. Retornando ao navio, Sam descobre que um bebê, resgatado de um barco da Marinha à deriva, foi deixado por um marinheiro não identificado a bordo de seu cargueiro.
Após escolher adotar a criança, Sam começa a procurar por uma "mãe" para o bebê e logo contrata a dançarina Sally Clark (Claudette Colbert) – que diz ser a filha de um missionário – como babá da criança em troca de sua passagem para Nova Iorque.
Quando chegam em seu destino, Sam e Sally já estão extremamente apaixonados e pretendem se casar, mas o romance deles é posto à prova depois que uma investigação faz o passado questionável da garota ser revelado.

## Elenco
- Gary Cooper como Capitão Sam Whalan
- Claudette Colbert como Sally Clark
- Averell Harris como Gatson
- Richard Spiro como Sammy
- Douglass Dumbrille como Alisandroe
- Raquel Davidovich como Maria Estella
- Hamtree Harrington como Aloysius
- Sidney Easton como Mark
- Joan Blair como Gertrude
- Charlotte Wynters como Flo
- Herschel Mayall como Sra. Morrisey
- Joseph Calleia como Agente
- Lon Haschal como Capitão do Schooner
- Harry Davenport como Inspetor
- John T. Doyle como Doutor

## Produção
Os títulos de produção do filme foram "Blind Cargo" e "Sal of Singapore". Gary Cooper substituiu Fredric March, anteriormente escalado para o papel principal.
O filme foi gravado nos estúdios da Paramount-Publix em Astoria, Long Island.